# Tanaissus psammophilus
Tanaissus psammophilus is een naaldkreeftjessoort uit de familie van de Tanaissuidae. De wetenschappelijke naam van de soort is voor het eerst geldig gepubliceerd in 1919 door Wallace.